# Wolfgang Schutzbar
Wolfgang Schutzbar Milchling (ur. 1483 w Treis an der Lumbda, zm. 11 lutego 1566 w Mergentheim) – administrator urzędu wielkiego mistrza zakonu krzyżackiego w latach 1543-1566.

## Życiorys
Wywodził się z rycerstwa Hesji. Do zakonu krzyżackiego wstąpił w 1507 roku. Od 1523 pełnił funkcję wójta w Marburgu. Później był komturem Griefsted. Podczas wojny chłopskiej udało mu się obronić swoją komturię przed grabieżą i zniszczeniem. W 1529 awansował na komtura krajowego baliwatu heskiego. W okresie reformacji znalazł się w obozie przeciwników landgrafa heskiego Filipa Wielkodusznego dążącego do sekularyzacji dóbr kościelnych. Poparł starania Waltera von Cronberga o prawo zwierzchnictwa nad zakonem po ekskomunikowaniu Albrechta Hohenzollerna. Stał się również jego największym sprzymierzeńcem i powiernikiem. Zastępował Cronberga w wielu wizytacjach, a także reprezentował zakon krzyżacki na sejmach Rzeszy. Administratorem urzędu wielkiego mistrza krzyżackiego został wybrany jednogłośnie 14 kwietnia 1543. Jako nowy zwierzchnik zakonu zacieśnił współpracę z cesarzem Karolem V oraz podjął starania o odzyskanie Prus. W 1547 wziął udział wojnie z Francją po stronie wojsk habsburskich. Wszedł w ostry konflikt z protestanckim margrabią Kulmbach-Bayreuth Albrechtem Alcybiadesem. Spór doprowadził do wojny, która zakończyła się dla Schutzbara klęską. W 1552 padł zamek Mergentheim i Wolfgang Schutzbar zmuszony był uciekać do Mainau, gdzie przez kilka lat znajdowała się jego siedziba. Sytuacja w Niemczech spowodowała, że zaniedbał sprawę zwierzchnictwa nad gałęzią zakonu krzyżackiego w Inflantach. Miejscowi mistrzowie tego zakonu usamodzielnili się, a w konsekwencji nie widząc szansy dalszej pomocy z centrali w Rzeszy ostatni z nich Gotard Kettler oddał się pod opiekę Zygmunta II Augusta i złożył mu hołd lenny.
Wolfgang Schutzbar zmarł i został pochowany w Mergentheim.